# Storia del Salento

## Le origini preistoriche
Gli studi e le ricerche effettuati negli ultimi anni, hanno rivelato come il Salento fosse abitato già nel Paleolitico medio ovvero circa 80.000 anni fa, evenienza provata dai ritrovamenti nelle tante grotte, dovute alla natura calcarea del territorio, di molti utensili di selce. Probabilmente si trattava di ominidi appartenenti alla specie Homo neanderthalensis, mentre Homo sapiens si sarebbe diffuso nel Paleolitico superiore.
La presenza dell'Homo Sapiens nel territorio salentino è ampiamente provata da molti ritrovamenti fra i quali uno dei più importanti è quello della cosiddetta Donna di Ostuni, un reperto scheletrico umano trovato praticamente intatto, di una donna morta gravida risalente ad un periodo fra 24.000 e 28.000 anni fa. 
La salma lascia intendere che la donna avesse circa vent'anni, fosse alta circa un metro e settanta centimetri e di corporatura vigorosa. Il corpo adornato di primitivi gioielli fra i quali i resti di un braccialetto di conchiglie e la testa adornata con una cuffia tinta di ocra rossa forse fatta di pelle d'animale e adornata di conchiglie, testimoniano una forma di sviluppo umano notevole per l'epoca.  
La presenza dell'uomo  nel Salento durante il Paleolitico e il Neolitico è peraltro documentata anche da interessanti graffiti, pitture, utensili, resti umani ed animali, anch'essi rinvenuti nelle grotte della penisola. Sicuramente notevoli per qualità e quantità sono le incisioni e i graffiti della Grotta Romanelli, presso Castro, e della Grotta dei Cervi, presso Porto Badisco. 
A Torre Sabea, non lontano da Gallipoli, è stato ritrovato un antico insediamento umano risalente a circa 9 000 anni fa e tuttora oggetto di studio da parte degli specialisti dell'Università di Pisa. Altre importanti testimonianze sono alcune costruzioni megalitiche nel territorio, come i dolmen, menhir e specchie, risalenti ad un periodo fra 5 000 e 3 000 anni fa, che nei secoli successivi furono in parte adibite al culto del Cristianesimo.
Risalenti a circa 3 500 anni fa sono invece i ritrovamenti a Roca Vecchia dove è stato rinvenuto un imponente sistema di fortificazioni risalente all'età del bronzo (XV-XI secolo a.C.). Nella stessa area si trova un altro sito archeologico importante: la grotta della Poesia piccola, scoperta nel 1983; essa si sviluppa circolarmente su una superficie di 600 m² e reca numerosissime iscrizioni votive, talvolta sovrapposte, di epoche e civiltà differenti, che risalgono probabilmente all'VIII-II secolo a.C. ma forse anche a periodi precedenti. 

## Il periodo pre-romano

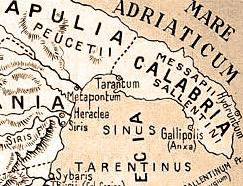
Antica mappa del Salento

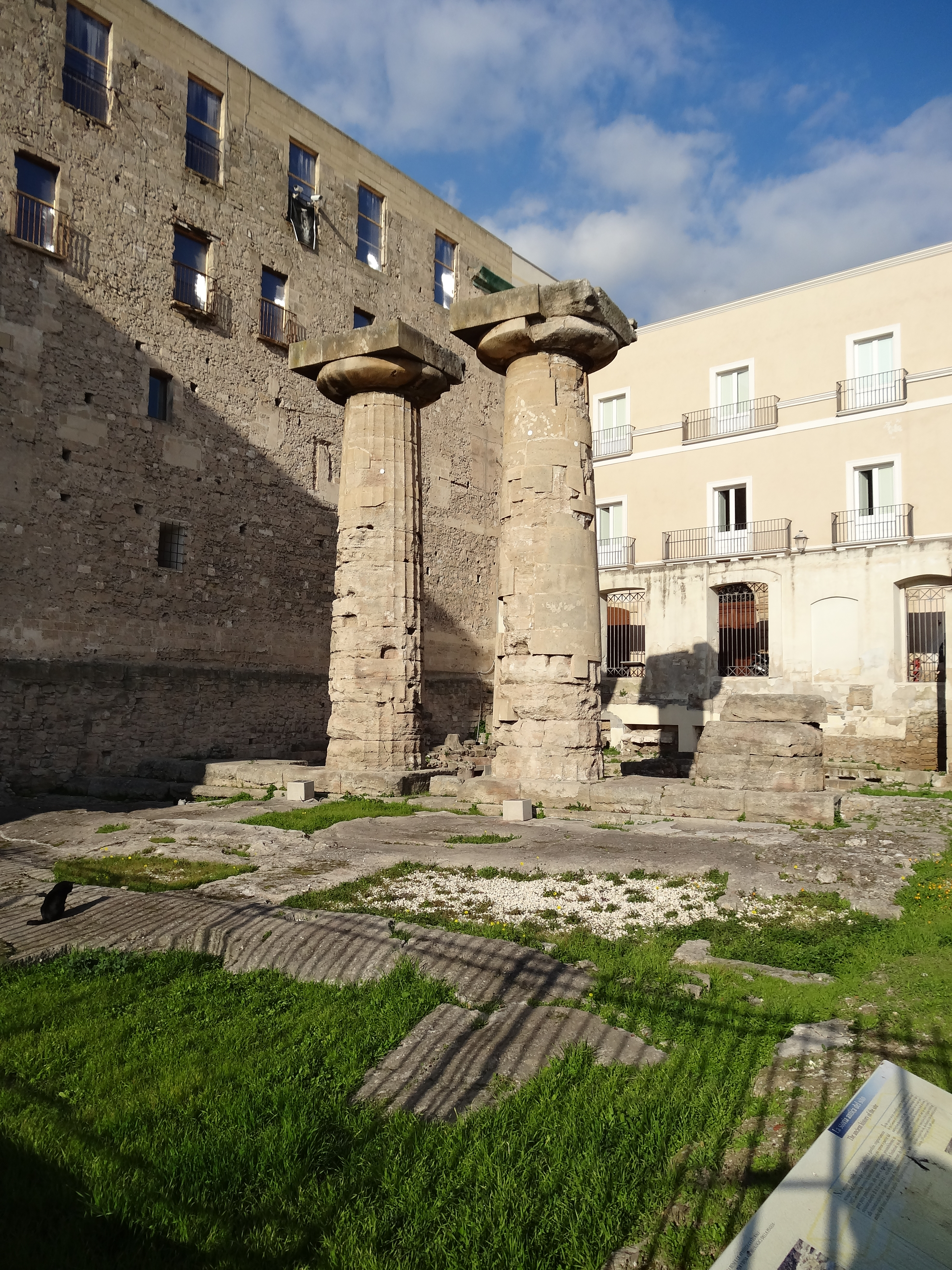
Le colonne doriche a Taranto

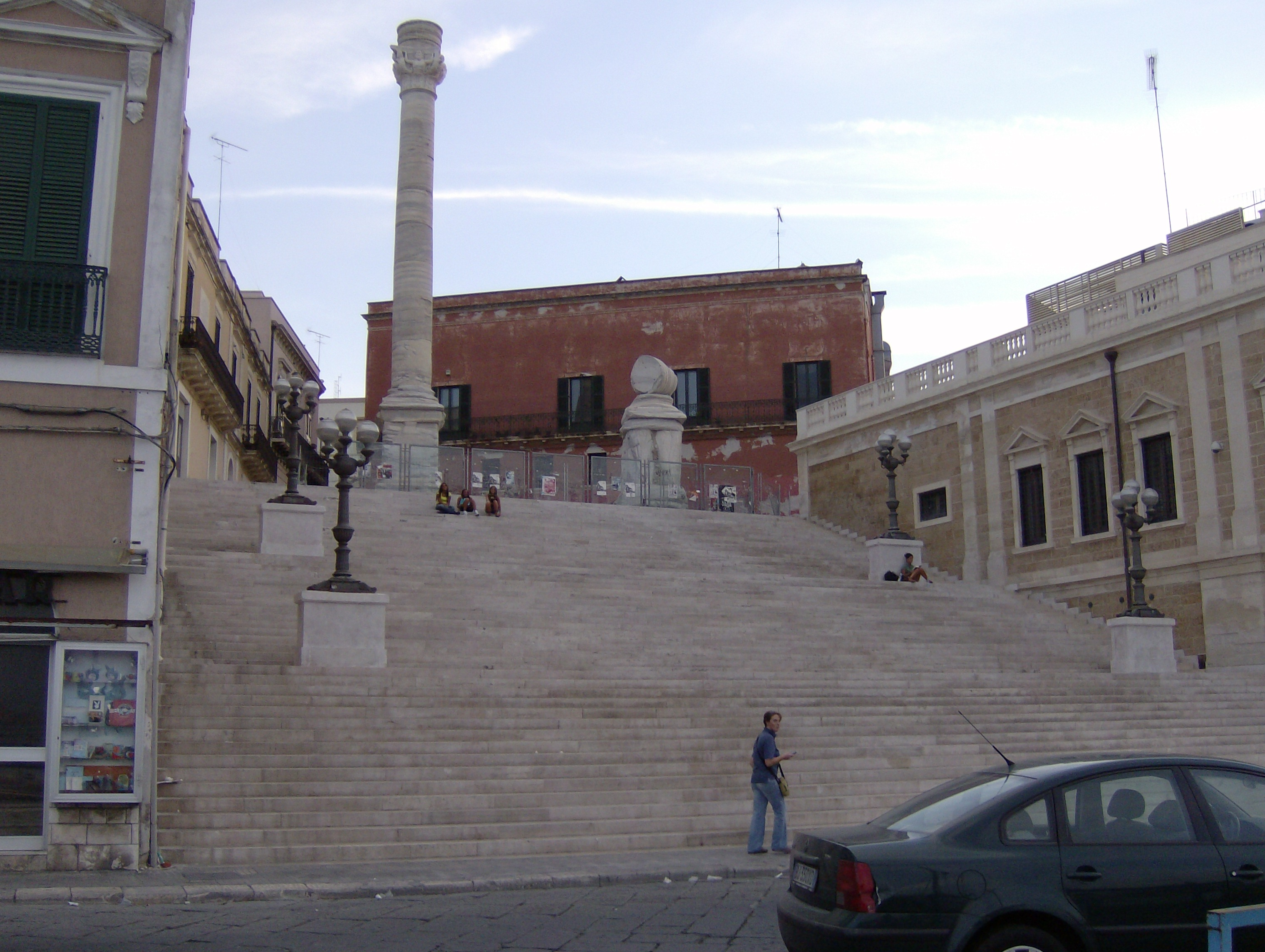
Le colonne poste alla fine della Via Appia a Brindisi

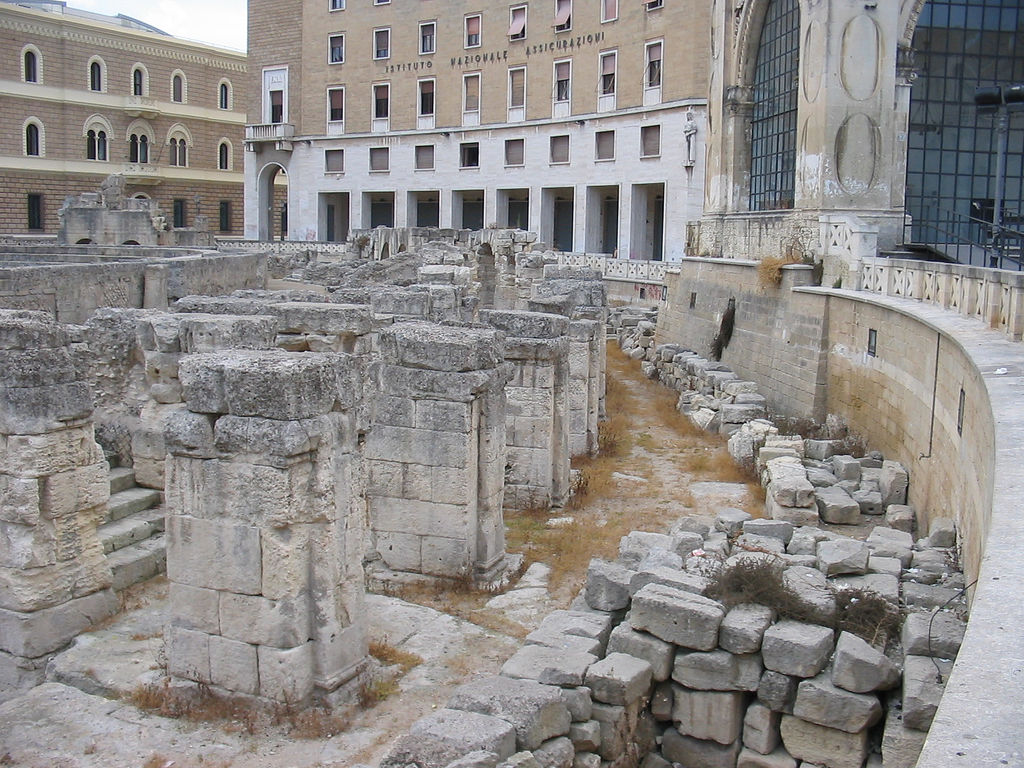
L'anfiteatro romano di Lecce

La penisola salentina, dai greci fu anticamente denominata Messapia (cioè "Terra fra due mari"), era abitata dai Messapi, popolazione di origine illirica o egeo-anatolica. 
Da tenere conto che il termine Messapi è quello usato dagli storici greci per definire gli abitanti del Salento ma non quello che gli stessi abitanti usavano per definire se stessi. Con ogni probabilità essi si definivano sallentini o japigi o forse addirittura con tutti e due i nomi a seconda se occupassero il litorale adriatico o quello jonico. Definendosi "sallentini" gli abitanti dell'arco jonico a partire da qualche chilometro a sud di Taranto e fino a S. Maria di Leuca e "japigi" gli abitanti a partire da Egnatia nei pressi dell'odierna Fasano fino alla stessa Leuca. 
Lungi dall'essere state approfonditamente studiate e siano del tutto definite le effettive origini di questo popolo, si può ipotizzare che siano il frutto di un miscuglio di popolazioni autoctone, immigrazioni micenee-cretesi e successivamente illiriche. 
Le città principali, oggi erroneamente ricordate come dodecapoli messapica per assimilizione con la dodecapoli etrusca, erano in realtà almeno 16: Alytia (Alezio), Ozan (Ugento), Brention/Brentesion (Brindisi), Hyretum/Veretum (Vereto), Hodrum/Idruntum (Otranto), Kaìlia (Ceglie Messapica), Manduria, Soletum (Soleto), Neriton (Nardò), Orra (Oria), Cavallino (non si hanno notizie certe del nome antico), Muro Leccese, Rudiae (Lecce), Basta (Vaste), Thuria Sallentina (Roca Vecchia) e, ai limiti settentrionali della penisola, Egnazia.
La storia pre-romana del Salento ci è data, soprattutto in ordine alla rivalità fra le popolazioni messapiche e tarantine, da Erodoto, che ci riporta notizie dello sterminio degli eserciti di Tarentini e Reggini avvenuto nel 473 a.C. ad opera dell'alleanza stipulata tra Messapi e Lucani dove lo storico greco di tramanda che "fu questa la più grande strage di Greci e Reggini che noi conosciamo, che dei Reggini morirono 3000 soldati e dei Tarantini non si poté nemmeno contare il numero" ed ancora Aritotele che riprende altri scrittori e scrive un secolo dopo di questi avvenimenti e conferma scrivendo che "avvenne un po' dopo dell'invasione persiana".
Le popolazioni messapiche si difesero strenuamente dall'espansionismo tarantino per almeno due secoli. 
Nel V secolo a.C. Taras visse il periodo di maggiore floridezza, durante il governo settennale di Archita, che segnò l'apice dello sviluppo ed il riconoscimento di una superiorità politica sulle altre colonie dell'Italia meridionale. Risale a quel periodo l'occupazione dell'isola su cui sorgerà la futura Gallipoli fino a quel momento quasi sicuramente scalo marittimo della città messapica di Alezio con il probabile toponimo di Anxa.  
Che i Messapi fossero valenti guerrieri lo attesta Tucidide in un breve passo della sua Storia (VII, 33) dove i descrive che durante la Guerra del Peloponneso quando Atene decide di fare una spedizione contro Siracusa. I generali ateniesi attraversarono lo Jonio e approdarono sulle coste joniche per imbarcare 150 lanciatori di giavellotto messapi forniti da un capo locale "Artas" che era alleato di Atene contro Sparta e quindi di Taranto,  ma non si hanno altre notizie storiche di questo re. 
Un altro celebre episodio è quello che vuole l'intervento in favore di Taranto dello spartano Archidamo III, che poi troverà la morte sotto le imponenti mura della città messapica di Manduria. 
Proprio la guerra secolare tra i Messapi e Taranto, avrebbe più tardi in parte favorito la conquista romana dell'intero Salento.

## Il periodo romano
Nel III secolo a.C. Taranto, orgogliosa della sua origine greca, cercò di ostacolare le mire espansionistiche di Roma nell'Italia meridionale e strinse un'alleanza con Pirro, Re dell'Epiro e nipote di Alessandro Magno. Gli scontri tra Epiroti e Romani cominciarono nel 280 a.C., e furono sempre durissimi e costosi in termini di vite umane. Con il ritiro epirota determinato dalla sconfitta di Maleventum, i Tarantini, in seguito alla morte di Pirro ritiratosi nel frattempo nell'Epiro, chiamarono una flotta cartaginese, affinché li aiutasse a cacciare il non più tollerato e inutile presidio lasciato dallo stesso comandante macedone. Per tutta risposta la città fu consegnata dal presidio macedone al console romano Lucio Papirio Cursore, e così Taranto cadde sotto il controllo Romano nel 272 a.C. Diventata presidio romano, la città fu citata da numerosi autori classici come luogo di divertimento della gioventù romana.
Per tutte le città del Salento si preparava la conquista dei Romani, i quali ben presto si accorsero della posizione strategica del Salento che, con il porto di Brindisi, rappresentava la via per la conquista dei Balcani e della Grecia.
Con l'assoggettamento a Roma, avvenuto tra il 267 a.C. e il 266 a.C., Lecce latinizzò il suo nome in Lupiae, passando da statio militum (stazione militare) a municipium (comunità cittadina affiliata a Roma). La città conobbe un periodo di notevole magnificenza sotto la guida dell'Imperatore Marco Aurelio. Il nucleo cittadino si spostò poi di circa 3 km a nord-est e prese il nome di Licea o Litium. La nuova città fiorì in epoca adrianea e venne arricchita di un teatro e di un anfiteatro e collegata al Porto Adriano (oggi San Cataldo).
Brindisi, intorno al 240 a.C., venne elevata al rango di municipio e ai brindisini fu riconosciuta la prestigiosa cittadinanza romana. La città adriatica divenne un porto trafficatissimo e caposcalo per l'Oriente e la Grecia, infatti molti romani illustri transitarono da Brindisi, diretti in Grecia. Cicerone scrisse le "Lettere Brindisine" e Marco Pacuvio realizzò alcune sue tragedie; a Brindisi morì Virgilio, mentre tornava da un viaggio in Grecia.
Il Salento si latinizzò a tal punto da contribuire alla nascita della letteratura latina con figure di spicco quali Livio Andronico, Quinto Ennio e Marco Pacuvio. Tale processo fu lungo e laborioso, e seppur sotto l'egida di Roma, la Messapia e Taranto non persero comunque la loro importanza e la loro totale autonomia. 
Il dominio romano favorì la realizzazione di importanti infrastrutture e opere pubbliche, che comportarono una radicale trasformazione del paesaggio salentino e una completa ristrutturazione dei centri urbani. Fu costruita la via Appia che, passando da Taranto e Oria terminava di fronte al porto di Brindisi: la fine della Regina Viarum era segnata da due imponenti colonne. Da Brindisi partiva anche la via Traiana, la quale passava da Egnazia (città che segnava il confine del territorio messapico e l'inizio di quello peuceta), Bari, Ruvo e Canosa, per poi ricollegarsi alla via Appia nei pressi di Benevento.
A dimostrazione delle differenze presenti attualmente tra la Puglia del nord e la Puglia del sud, i Romani distinsero nella Regio II Apulia et Calabria sia l'Apulia sia la Calabria (l'attuale Salento), cioè due realtà contigue e simili ma con delle opportune differenze politico-culturali. L'Apulia era l'area abitata dalle popolazioni dei Peucezi e dei Dauni, mentre la Calabria era popolata dai Messapi suddivisi in due ceppi, i Calabri appunto e i Sallentini.

## Alto Medioevo
Vi sono state numerose ricerche storiche ed archeologiche mirate alla ricerca del cosiddetto "Limitone dei greci", ma non vi è stato ancora alcun risultato apprezzabile in merito.
Le difficoltà sono da ricercare nel fatto che i confini tra i possedimenti Longobardi e quelli Bizantini furono sempre instabili. Inoltre, è molto probabile che si trattasse in realtà di un fossato con retrostante terrapieno, piuttosto che di un vero e proprio muraglione; una frontiera formale, fortificata dove necessario, e dove nei periodi di pace si potevano avere scambi tra Longobardi e Bizantini.
Questo confine dovrebbe partire dalla costa Adriatica a sud di Brindisi (forse Otranto) e passare a sud di Francavilla Fontana, per poi ripiegare ancora più a sud nel territorio di Sava. Una zona di particolare interesse potrebbe essere quella che corre lungo la direttrice Oria-Sava, dove recenti studi hanno anche messo in evidenza alcuni resti di tale muraglione.
A partire dal VI secolo Otranto cominciò a crescere di importanza e diventare il principale ponte con l'Oriente, sostituendosi a Brindisi che invece perdeva la sua centralità rispetto al periodo romano.
Il Salento fu particolarmente colpito durante la guerra greco-gotica (535 - 553), voluta dall'Imperatore d'Oriente Giustiniano per riconquistare le terre occidentali un tempo appartenute a Roma, nel Salento e in Sicilia si affermò la dominazione bizantina.
Il Salento conobbe una difficile ripresa economica nel dopo-guerra, che prese di mira soprattutto i maggiori centri urbani, mentre i Bizantini con la loro lingua, costumi e religione avvicinarono questi territori alla cultura greco-orientale. 
Intanto i Longobardi, sebbene ad oggi non si conoscono i modi e i tempi, conquistarono la Puglia e il Bruttium settentrionali con incursioni anche più a sud. Nella prima metà del VII secolo i Longobardi erano giunti poco più a sud dell'Ofanto, l'ulteriore avanzata fino alla soglia messapica si ebbe successivamente con duca di Benevento Romualdo I.
La penisola salentina divenne, quindi, una terra di confine fra Longobardi e Bizantini. Questi ultimi, intorno al VII secolo, fondarono il Ducato di Calabria, aggregando la regione del Bruzio (l'attuale Calabria) alle terre che già possedevano nel Salento. Fu in questa occasione che il nome Calabria finì per designare l'odierna regione calabrese, mentre il Salento venne progressivamente conquistato dai Longobardi che finirono per prendere anche la capitale del ducato, Otranto. Nel 757, nel periodo in cui Longobardi e Bizantini stipularono la pace e si spartirono il territorio, la città idruntina venne restituita all'Impero insieme alla parte meridionale del Salento, ma ormai la trasmigrazione del nome Calabria era compiuta.
Lungo il confine pattuito i Bizantini eressero un muraglione, tramandatoci con il nome di Limitone (o Paretone) dei greci, a salvaguardia di quello che ormai veniva designato semplicemente come territorio di Otranto. I Bizantini favorirono l'immigrazione dei Greci, in particolare nel sud del Salento, per ripopolare una zona considerata strategica. Le tracce di quell'antica migrazione sopravvivono tutt'oggi nell'isola linguistica della Grecìa salentina, dove si parla una lingua direttamente imparentata al greco. I territori salentini posti a nord del Limitone confluirono invece nella Langobardia Minor.
Nell'VIII secolo vi fu anche una migrazione di monaci basiliani dalla vicina Grecia nel Salento dove con la creazione prima di cappelle ipogee e poi di chiesette greco-bizantine contribuirono allo sviluppo economico e sociale.

## Basso Medioevo
Tra IX e X secolo il Salento dovette sopportare gli assalti dei Saraceni, che riuscirono a stanziarsi a macchia di leopardo sul territorio per periodi più o meno lunghi, fieramente contrastati dai Bizantini, che con Basilio I avevano nel frattempo strappato ai Longobardi l'intera Puglia, istituendovi il Thema di Longobardia. Spesso, però, gli stessi sovrani bizantini mettevano a capo di una data città un generale o un uomo di fiducia longobardo, ennesima riprova di una situazione non ben chiara.
Nel 927 i musulmani distrussero numerose città tra le quali Taranto, che fu ricostruita solo quarant'anni dopo grazie all'Imperatore bizantino Niceforo II Foca. Nel 977 Oria fu devastata dai musulmani (Agareni li chiama il cronista Lupo Protospata che parla di migliaia di deportati, tra cui molti insigni ebrei). Nonostante ciò il IX e X secolo vanno ritenuti secoli di fioritura per il Salento, specie per le comunità ebraiche. Prime fra tutte quelle di Oria ed Otranto, che contribuirono anche con i loro commerci e la loro scienza all'ascesa di tali città. In particolare le fonti storiche riferiscono un'importante scuola di Qabbalah e medicina ad Oria, dove viveva l'insigne ebreo Shabbataj Ben Abraham Donnolo.

### Dai Bizantini ai Normanni
In seguito alla conquista normanna furono fondati intorno al 1055 la Contea di Lecce, che diede i natali al re normanno Tancredi d'Altavilla, la contea di Nardò, la contea di Soleto e nel 1088 il Principato di Taranto.
I Normanni attuarono numerose riforme politiche, organizzando un efficace stato feudale, e si occuparono della fortificazione del territorio attraverso la costruzione di motte, ossia terrapieni aventi sulla sommità una torre di avvistamento e difesa. Nel territorio di Supersano sono ancora oggi presenti i resti della cosiddetta motta di Specchia Torricella. La prosperità raggiunta dal Salento durante la dominazione normanna è ancora oggi avvertibile dai lasciti artistici, tra i quali il celebre mosaico pavimentale della Cattedrale di Otranto e il Monastero di San Nicola di Casole. 

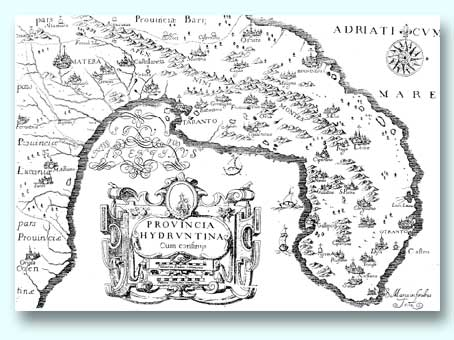
Antica mappa della Terra d'Otranto

Con l'estinzione della famiglia regnante normanna ed il matrimonio fra l'ultima discendente della famiglia Altavilla Costanza ed Enrico VI di Svevia vi fu il successivo avvento degli Svevi. Il Salento divenne un'importante area di caccia e gli Svevi si interessarono anche della ristrutturazione delle fortificazioni, con modalità differenti rispetto al resto della Puglia. Un esempio, sia pure in larga parte rimaneggiato, di architettura del periodo svevo risulta essere il castello di Oria che venne ampliato da Federico II. Altra struttura probabilmente da riferire al periodo svevo potrebbe essere la torre di Leverano. 
Sin dalle prime Crociate, Brindisi divenne il principale imbarco verso l'Oriente per i numerosi cavalieri e pellegrini diretti in Terra Santa. Lo stesso Federico II, che il 9 novembre 1221 nella Cattedrale di Brindisi aveva preso in moglie Isabella (o Jolanda) di Brienne, erede della corona di Gerusalemme, nel 1228 partì dal porto brindisino per la Sesta crociata da lui comandata.

### Dagli Svevi agli Angioini

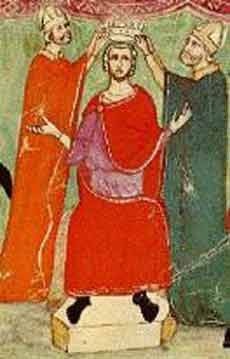
Incoronazione di Manfredi

Nel 1266, l'ultimo sovrano di origine sveva Manfredi, figlio naturale di Federico II, morì combattendo nella battaglia di Benevento contro Carlo d'Angiò, signore di Provenza inviato a scendere in Italia meridionale da papa Clemente IV. Il nuovo sovrano, fondatore della dinastia angioina, era accompagnato da un nugolo di cavalieri provenzali che nel giro di pochi anni si sostituirono agli antichi feudatari normanno-svevi. Questi ultimi, non sopportando di essere privati dei loro feudi, invocarono l'aiuto del sovrano aragonese, imparentato con il defunto re Manfredi.
Comincia così un'interminabile contesa tra Angioini (di origine francese) ed Aragonesi (di origine spagnola). Approfittando di ciò presero il sopravvento i baroni, piccoli sovrani assoluti di feudi più o meno vasti, che costruirono grandiosi e minacciosi castelli riducendo il popolo alla miseria.
Nel 1384, sotto gli Angioini, il principe di Taranto Raimondo Orsini Del Balzo - in seguito al matrimonio con la contessa di Lecce Maria d'Enghien - diventò uno dei più ricchi e potenti feudatari del Regno. Alla sua morte, nel 1406, il Re di Napoli Ladislao giunse in armi sotto le mura di Taranto per rivendicarne il possesso, ma Maria d'Enghien, vedova di Raimondo, lo respinse per due volte. Alla fine Ladislao propose di sposare la contessa, ottenendo per via diplomatica ciò che non era riuscito a conquistare con la forza.
Morto Ladislao il 6 agosto 1414, Maria d'Enghien nel 1415 tornò in possesso della Contea di Lecce ed riottenne nel 1420 il Principato di Taranto per il figlio Giovanni Antonio.
A lei si deve il riordino delle attività economiche e amministrative della città di Lecce, con l'emanazione il 14 luglio 1445 degli Statuta et capitula florentissimae civitatis Litii.

## Dagli Aragonesi ai Borbone
Morto Giovanni Antonio Orsini Del Balzo nel 1463, Ferrante d'Aragona, poiché la città era diventata demaniale, concede a Lecce e ai suoi cittadini una serie di benefici: diviene centro tra i più importanti con uffici pubblici e giudiziari che avevano giurisdizione sulla terra d'Otranto e su Matera. A seguito della congiura dei Baroni nel 1486-1487 vengono eliminati tutti i grandi feudatari del Regno (tra cui Pietro Del Balzo duca d'Andria e d'Altamura; Agilberto Del Balzo conte di Nardò, Copertino, Tricase, Castro e Ugento) e le varie contee assegnate ad alleati degli Aragonesi con esclusione di Lecce, Brindisi, Taranto, Otranto e Gallipoli che dipendono direttamente dalla corona tramite un governatore.
- Contea di Soleto (poi ducato di Galatina) a Giovanni Castriota Scanderbeg
- Contea di Nardò (poi ducato) a Belisario Acquaviva figlio di Giulio Antonio Acquaviva, conte di Conversano, morto nella Battaglia di Otranto nel 1481
- Contea di Conversano (con Noci, Castellana, Bitetto e Gioia del Colle) all'altro figlio di Giulio Antonio Acquaviva, Andrea Matteo Acquaviva
- Contea di Castro e Ugento a Francesco Del Balzo
- Contea di Copertino (con Veglie, Leverano e Galatone) a Bernardo Castriota Granai
- Contea di Alessano e Tricase (con Specchia, Patù, Castrignano, Montesano Salentino, Neviano, Melissano) a Giovan Francesco Del Balzo.

A partire dal XV secolo ebbero particolare fortuna le attività commerciali: Lecce in particolare ospitava tra le sue mura influenti comunità di mercanti Veneziani, Genovesi, Ragusei, ecc. I Veneziani crearono a Lecce e nella contea una loro colonia ed una loro chiesa presso la piazza del Mercato (attuale Sant'Oronzo), dove esercitavano le loro industrie ed i loro commerci. Fin dal 1543, la colonia veneziana era così prospera che innalzò, sulla sua chiesa leccese, il leone di San Marco. I Veneziani costruirono anche i loro palazzi signorili; tra tutti, si ricorda "Il Sedile" (1592), sito attualmente in Piazza Sant'Oronzo. 

Nel 1480, durante la dominazione Aragonese, Otranto fu assediata e invasa dai Turchi guidati da Ahmet Pascià, che provocò l'eccidio di 800 persone che rifiutarono la conversione all'Islam. Fu questo l'episodio più eclatante di una lunga serie di assalti turchi e corsari, che si fecero particolarmente intensi nel XVI secolo.
Per difendersi da questi Carlo V ideò la costruzione di una serie ininterrotta di torri costiere fortificate (quasi tutte ancora visibili oggi lungo la costa salentina da San Cataldo a Porto Cesareo), su cui montavano la guardia giorno e notte pattuglie di soldati che segnalavano visivamente (di giorno con bandiere colorate e di notte con fuochi) l'avvicinarsi di flottiglie turche. Lo stesso Carlo V fece costruire la città fortificata di Acaja ed il castello di Lecce.
Nello stesso periodo si diede il via alla costruzione di moltissime strutture religiose. Iniziò così una fiorente attività artistica fra XVI e XVIII secolo, che fece di Lecce uno dei centri più significativi del barocco. In epoca spagnola la città - elevata da Carlo V al rango di capoluogo dell'intera Puglia - si trasformò in un vero e proprio cantiere a cielo aperto, per le tante opere civili e religiose che i privati, il clero e le congregazioni ecclesiastiche permisero di erigere, in un crescendo di opere sempre più belle ed importanti.
Agli inizi del XVII secolo, la situazione economica di Taranto si aggravò inesorabilmente: la città ionica non costituì più una base militare importante, e le stagnanti attività della pesca e della mitilicoltura, nonché l'attività agricola nelle mani della nobiltà e del clero, determinarono una grave crisi economica che culminò nell'insurrezione popolare del 1647. In concomitanza con i moti di Napoli, il Re Filippo IV pretese l'arruolamento dei giovani di circa 18 anni. Scoppiò allora anche a Taranto una rivolta popolare guidata da Giandonato Altamura, sedata grazie all'intervento del Duca Francesco II Caracciolo di Martina Franca.
Anche Lecce e Nardò insorsero con l'aiuto di nobili filoangioini ma la rivolta fu soffocata nel sangue con l'intervento militare del Conte di Conversano e Duca di Nardò, Giangirolamo Acquaviva che approfittando dell'occasione fece eliminare molti avversari politici e numerosi sacerdoti.
Dalla seconda metà del secolo, la Spagna cominciò ad interessarsi maggiormente alle sue colonie dell'America centro-meridionale dalle quali ricavava oro e argento, tralasciando invece quelle del Mediterraneo.
Per rimpinguare le casse dello stato spagnolo furono messi in vendita (al maggior offerente) i titoli nobiliari di barone e marchese, che non appetibili dai veri nobili, furono acquistati da facoltosi proprietari terrieri o ricchi borghesi. Così ogni piccolo comune del salento ebbe il suo barone o marchese con relativo palazzo baronale. Così i Gallone si fregiarono del titolo di Principi di Tricase, ottenuto a Madrid il 24 marzo del 1651 da Filippo IV di Spagna.
Una tremenda epidemia di peste funestò il Regno di Napoli nel 1656. Le vittime furono migliaia ovunque, ma la provincia di Terra d'Otranto fu miracolosamente risparmiata. La popolazione attribuì lo scampato pericolo all'intercessione di Sant'Oronzo, che fu poi per questo proclamato patrono di Lecce e della provincia. In quell'occasione la città di Brindisi donò a Lecce una delle due colonne romane che contrassegnavano la fine della via Appia, affinché su di essa venisse posta la statua di sant'Oronzo, nell'omonima piazza leccese.
Nel 1663, Matera viene scorporata dalla terra d'Otranto per divenire a capo del Giustizierato di Basilicata.

## Il Periodo Borbonico e l'Ottocento
Il periodo Borbonico iniziò nel 1734 con il re Carlo III, figlio di Filippo V di Spagna e dell'italiana Elisabetta Farnese, che rese il Regno di Napoli indipendente dopo molti secoli di dominazione spagnola e austriaca. Fu, almeno inizialmente, un periodo di intensa crescita economica attraverso la costruzione di nuove strade, il potenziamento del trasporto marittimo e lo sviluppo dei porti, dove i porti di Taranto, Brindisi, Gallipoli e Otranto divennero un brulicare di navi, soprattutto inglesi, che caricavano nei porti salentini grandi quantità di olio d'oliva per la vendita sui mercati nordeuropei. 
Il primo periodo Borbone (1734-1759) è da considerarsi un momento di rinascita del Salento dal punto di vista economico e conseguentemente delle arti. Il secondo periodo Borbone, regnante Ferdinando IV, continuò nel segno di uno sviluppo dei commerci, delle arti e dei mestieri, soprattutto nelle zone litoranee, ne fanno fede il proliferare di costruzioni di nuove chiese e luoghi di culto, masserie, palazzi signorili di pregio, ristrutturazioni di edifici esistenti in campo architettonico e il potenziamento degli impianti olivicoli e di spremitura, l'impianto di nuovi tipi di vitigni, e lo sviluppo del commercio delle produzioni artigianali in campo economico. Le grandi capacità di governo del primo ministro del Regno di Napoli Bernardo Tanucci che promosse una radicale riforma delle istituzioni, dettero anche al Salento un impulso potente verso la modernizzazione e l'emancipazione da antichi gioghi.

La parentesi napoleonica con le lunghe guerre e il drenaggio di uomini, denaro e mezzi di sussistenza da tutti i territori controllati dai francesi, interruppe la crescita innescata da Carlo e Ferdinando di Borbone, sebbene alcuni provvedimenti soprattutto in campo giuridico, sulla scia della nuova filosofia del diritto di stampo giacobino introdotta da Napoleone, fossero teoricamente un apprezzabile tentativo di modernizzare la società. Il ritorno al potere della vecchia dinastia, interruppe però ogni spinta riformatrice, e gli ultimi sovrani si adagiarono su idee reazionarie che condussero il regno in una fase statica. 

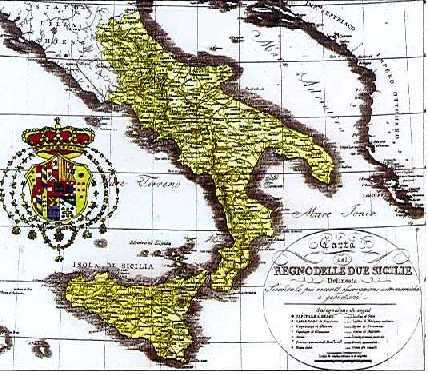
Mappa del XIX secolo del Regno delle Due Sicilie

Quando nel 1860 il re Francesco II delle Due Sicilie cadde il Salento divenne parte del Regno d'Italia e con la legge del 20 marzo 1865 ottenne autonomia amministrativa con la creazione della provincia di Lecce, che ricalcava i confini dell'antica Terra d'Otranto. Con l'apertura del canale di Suez nel 1869, Brindisi divenne il terminale europeo della Valigia delle Indie, sviluppando commerci fiorenti. Il governo unitario dette inoltre alla Puglia e al Salento le prime ferrovie, dato che i borboni non si erano curati dello sviluppo infrastrutturale della regione.

## Il Novecento
Con il Governo di Giovanni Giolitti fu realizzato il mastodontico Acquedotto Pugliese, il più grande acquedotto d'Europa, che permise all'intera Puglia di rimediare allo storico problema della penuria di acqua. I lavori iniziarono nel 1906, dopo che alcuni deputati pugliesi ebbero ottenuto la creazione di una commissione di studio, cui seguirono il finanziamento e l'affidamento dei lavori in concessione, mediante una gara internazionale. La realizzazione dell'opera fu possibile grazie all'utilizzo di ingenti mezzi finanziari (125 milioni di lire dell'epoca) e di materiali, nonostante non mancasse chi pronosticasse l'irrealizzabilità della stessa. Venne inaugurata nel 1914, ma fu effettivamente completato solo nel 1939.

Sede dell'Arsenale della Marina Militare a Taranto (1922)

Durante la Grande Guerra Brindisi contribuì in modo significativo all'evolversi degli eventi bellici, grazie all'ampiezza ed alla sicurezza del suo porto. Le industrie meccaniche presenti sul territorio, insieme all'Arsenale Militare Marittimo di Taranto lavorarono a ritmi frenetici.

Il primo dopoguerra fu caratterizzato da aspre lotte sociali fra proprietari terrieri e contadini. In diversi paesi del Salento ci furono scioperi, occupazioni di terre e agitazioni, per sedare le quali le forze dell'ordine ricorsero spesso alle armi. L'episodio più eclatante, noto come "l'eccidio di Parabita", si verificò il 21 giugno 1920 a Parabita, dove diversi manifestanti rimasero uccisi in seguito agli scontri con i Carabinieri.
Con l'avvento del fascismo, furono istituite le due nuove province, la provincia di Taranto con decreto del 2 settembre 1923 n.1911, e quella di Brindisi con la legge 2 gennaio 1927, ma l'egemonia amministrativa e culturale di Lecce continuò però a esercitarsi grazie alla presenza in città dell'unica sede del Tribunale e dell'unica Università del territorio.
Durante il ventennio nel Salento furono realizzati insediamenti rurali per migliorare la resa della terra, vennero risanate zone malariche e paludose sia sul litorale ionico (bonifica della Terra d'Arneo) sia su quello adriatico, furono costruite scuole, formati gli insegnanti, realizzati alcuni palazzi istituzionali ed altre importanti infrastrutture. 
Nel corso della seconda guerra mondiale, il porto di Taranto fu teatro della tristemente nota "notte di Taranto". Dopo la destituzione di Mussolini e l'armistizio, la famiglia reale e il governo Badoglio si trasferirono a Brindisi, che quindi divenne capitale del Regno d'Italia a partire dal 10 settembre 1943 fino all'11 febbraio 1944 (data in cui la capitale provvisoria fu trasferita a Salerno).
Le drammatiche condizioni economiche del secondo dopoguerra provocarono sia una ripresa delle lotte del movimento contadino (che con la riforma agraria degli anni cinquanta riuscì a ottenere la distribuzione ai braccianti del latifondo di Arneo), sia una massiccia emigrazione verso le città industriali del Nord Italia ricostruite con i fondi del Piano Marshall e con i proventi della parziale restituzione in dollari americani delle AM lire emesse dall'esercito statunitense per pagare servizi e derrate alimentari nel lungo periodo di permanenza delle proprie truppe sul suolo italiano. Circa l'80% del valore di dette AM lire prelevate in beni e servizi dal Meridione. I treni in partenza da Lecce sono stracarichi di emigranti alla ricerca di un lavoro. Molti vanno in Svizzera, in Belgio, in Gran Bretagna.
Nei primi anni sessanta il Salento si dotò di importanti impianti industriali. A Brindisi fu realizzata una grande industria petrolchimica che andava ad aggiungersi alle imprese meccaniche e aeronavali, garantendo opportunità di lavoro a tecnici e operai provenienti dal territorio e dalle province e regioni limitrofe. A Taranto nel 1965 venne inaugurato il "IV Centro Siderurgico Italsider", uno dei maggiori complessi industriali per la lavorazione dell'acciaio in Europa.
Negli anni settanta il Salento diventa una delle zone più industrializzate dell'intero meridione. I poli industriali calzaturieri di Casarano e Tricase inondano di scarpe l'Europa e la Russia dando lavoro a decine di migliaia di operai. Il settore tessile e dell'abbigliamento conosce un periodo d'oro. Grazie all'abilità e lungimiranza di alcuni imprenditori quali Cosimo Romano, matinese fondatore della Meltin' Pot o Antonio Filograna casaranese fondatore del Gruppo Filanto, il Salento conosce per la prima volta dopo l'unità un periodo di espansione e benessere che durerà per quasi un trentennio fino alla crisi del manifatturiero della fine degli anni "90 che sconvolgerà ancora una volta gli assetti sociali ed economici del territorio.
Attualmente il territorio del Salento conosce un processo di terziarizzazione dell'economia e punta sulla produzione e la commercializzazione di prodotti locali di qualità, nonché sull'uso delle peculiarità del territorio in funzione del turismo che grazie anche al rinnovato interesse per le caratteristiche culturali ed enogastronomiche insieme alle bellezze paesaggistiche e alle spiagge incantevoli è diventato una delle mete più ambite del turismo balneare macinando numeri notevoli in termini di presenze e fatturato. 